# Buzet
Buzet (wł. Pinguente) – miasto w Chorwacji, w żupanii istryjskiej, siedziba miasta Buzet. Jest położony na półwyspie Istria, nad rzeką Mirną. W 2011 roku liczył 1679 mieszkańców.

## Historia
Buzet został założony przez starożytnych Rzymian. Osadę nazwano Pinguentum. W średniowieczu osada rozwinęła się w miasto, którym rządzili patriarchowie Akwilei. Później od roku 1421 władze przejęli Wenecjanie i władali miastem aż do rozpadu Republiki Weneckiej w 1797 roku. Z tego okresu pochodzą dawne obwarowanie miasta i większość jego zabytków.
Po Wenecjanach władzę objęli Habsburgowie. Po I wojnie światowej rządzili tu Włosi, później tereny te zajęła Jugosławia, a po jej rozpadzie Chorwacja.
Miasto słynie z trufli, które rosną w okolicach Buzetu.